# Ariadna canariensis
Espèce
Ariadna canariensis est une espèce d'araignées aranéomorphes de la famille des Segestriidae.

## Distribution
Cette espèce est endémique de Lanzarote aux îles Canaries,.

## Étymologie
Son nom d'espèce, composé de canari[as] et du suffixe latin -ensis, « qui vit dans, qui habite », lui a été donné en référence au lieu de sa découverte, les îles Canaries.

## Publication originale
- Wunderlich, 1995 : Zu Ökologie, Biogeographie, Evolution und Taxonomie einiger Spinnen der Makaronesischen Inseln (Arachnida: Araneae). Beiträge zur Araneologie, vol. 4, p. 385-439.